# آرسين هايتز
آرسين هايتز (27 مارس 1908 - 1989) (بالفرنسية: Arsène Heitz)‏ رسام ألماني-فرنسي، ولد في ستراسبورغ، وعمل في مجلس أوروبا. هو مُصمّم علم الاتحاد الأوروبي بالتعاون مع البلجيكي بول ميشيل ليفي.

## مسيرته
عمل هايتز في الخدمة البريدية لمجلس أوروبا أثناء اختيار العلم بين سنتي 1950 و1955، وقدم 21 من أصل 101 تصميم محفوظ في أرشيف مجلس أوروبا.
العلم الذي صمّمهُ هايتز، مستوحى من رموز دينية مسيحية، فعدد النجوم استلهمه من الرسومات التي تمثل السيدة مريم ممثلة بتاج من 12 نجمة، في إشارة إلى ما جاء في سفر الرؤيا للقديس يوحنا.
أما اللون الأزرق فقد استوحاه هايتز من اللون الأزرق للسيدة مريم العذراء، إذ ترتدي -وفق أحد الأسفار- عباءة زرقاء ولديها ياقوتة زرقاء.  
اعتمد المجلس علمه مع اثني عشر نجمة في النهاية، وتم الانتهاء من التصميم من قبل بول ميشيل ليفي.
كان هايتز كاثوليكيًا متدينًا ينتمي إلى وسام ميدالية المعجزة، والذي ربما أثر على وجهات نظره حول رمزية النجوم الـ 12. وقد كان معظم مؤسسي الاتحاد الأوروبي أمثال: كونراد أديناور وجاك ديلور وألتشيدي دي غاسبيري وروبير شومان من الكاثوليك المتدينين.